# Conrad Heinrich Soltmann

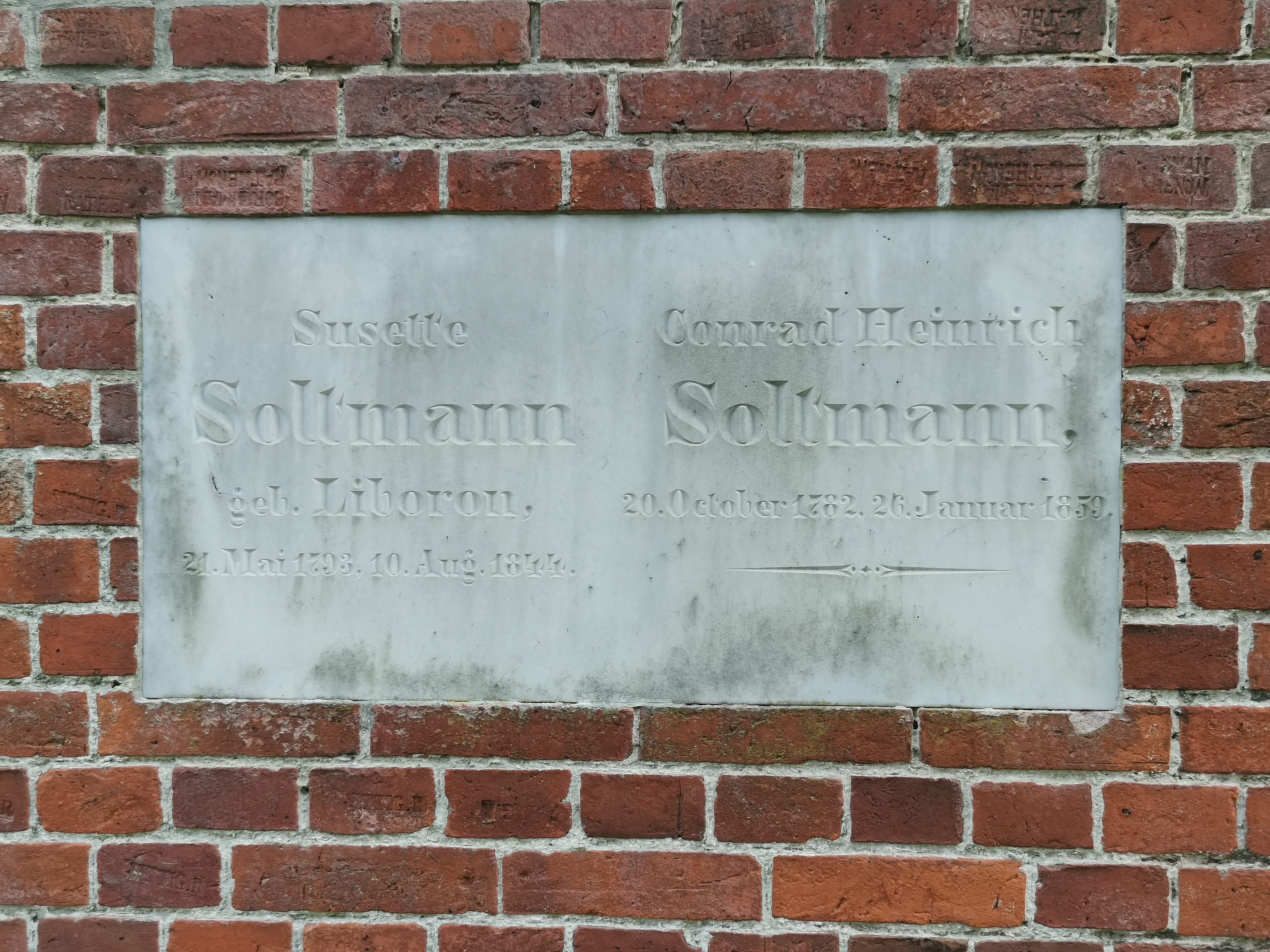
Grabstelle der Eheleute Soltmann auf dem Friedrichswerderschen Friedhof an der Bergmannstraße (Berlin), Feld KG

Conrad Heinrich Soltmann (* 20. Oktober 1782 in Kirchrode; † 26. Januar 1859 in Berlin) war ein deutscher Apotheker und Unternehmer.

## Leben
Soltmann lernte in der Apotheke zum weißen Schwan in Berlin (auch als Rosesche Apotheke bekannt) und besaß die Apotheke Zum gekrönten Schwarzen Adler in der Poststraße in Berlin. 1823 gründete er die erste Mineralwasserfabrik Berlins in der Husarenstraße (später Hollmannstraße 25) mit dem Dresdner Apotheker Friedrich Adolph August Struve. Beide erhielten 1823 ein Patent auf künstliches Mineralwasser. In der Fabrik konnte man auch kuren (es gab einen Kurgarten mit Trinkwasseranstalt). Er wurde Hofrat.
1842 brachte er den Zeigertelegrafen von Charles Wheatstone nach Berlin, was Werner von Siemens 1846 zu einem eigenen Telegrafen anregte.
Die Fabrik wurde erst von seinem Sohn Gustav Emil Soltmann (1820–1872), der auch Stadtrat war, dann von seinen Enkeln Rudolf Hermann Soltmann (1865–1942) und Albrecht Conrad Soltmann (1863–1943) weitergeführt. 1923 wurde sie schließlich in eine Aktiengesellschaft umgewandelt. Ihre letzte ordentliche Hauptversammlung fand 1943/44 statt.